# Badische Staatskapelle Karlsruhe
Die Badische Staatskapelle Karlsruhe ist das Konzert- und Opernorchester des Badischen Staatstheaters in Karlsruhe.

## Geschichte

### Anfänge
Die Ursprünge des Orchesters gehen auf eine 1662 erwähnte Hofkapelle der Markgrafen von Baden-Durlach zurück.
Von 1712 bis 1718 wurde der Venezianer Giuseppe Beniventi Hofkapellmeister in Durlach. Sein Nachfolger, der nach dem Umzug nach Karlsruhe dort erster Hofkapellmeister wurde, war Johann Philipp Käfer (1672–1726), der wegen Streitereien um sein Gehalt 1722 entlassen wurde. Sein Nachfolger wurde Johann Melchior Molter (1669–1765), der bereits seit 1717 als Geiger Mitglied der Kapelle war. Um Molter zu fördern, finanzierte ihm der Markgraf eine zweijährige Studienreise nach Italien, wo er von 1719 bis 1721 weilte und unter anderem bei Alessandro Scarlatti war. Molter schrieb als Hofkapellmeister zahlreiche Kompositionen, die fast alle in der Karlsruher Bibliothek bis heute im Autograph erhalten sind. In Molters Zeit war auch der Komponist Sebastian Bodinus (~1700–1759) Mitglied der Hofkapelle.
1733 wurde die Hofkapelle aufgelöst, da der Markgraf wegen des Polnischen Thronfolgekrieges an seinen Basler Hof zog. Alle Musiker einschließlich des Kapellmeisters wurden entlassen. Nachdem Molter zunächst eine Anstellung in Eisenach gefunden hatte, bewarb er sich wieder in Karlsruhe und wurde 1743 erneut Kapellmeister der neu formierten Hofkapelle. Er hatte diese Stelle bis zu seinem Tode 1765 inne. Aus dieser Zeit stammen viele seiner Kompositionen für kleinere Besetzungen, da die Hofkapelle aus finanziellen Gründen nur wenige Musiker umfasste, darunter der Flötist, Oboist und Klarinettist Johann Reusch, der Trompeter Friedrich Pfeifer und der Gamben-Virtuose Johann Gottlieb Bendorf, Molters Schwiegersohn.

### Nach 1750
Molters Nachfolger als Hofkapellmeister wurde 1765 Giacinto Schiatti aus Ferrara. Nachdem 1771 durch das Aussterben der Markgrafen von Baden-Baden mit der Residenz in Rastatt die dortige Hofkapelle aufgelöst worden war, wurden deren Mitglieder zusammen mit ihrem Kapellmeister Joseph Aloys Schmittbaur (1718–1809) in die Karlsruher Kapelle übernommen. In dieser Zeit war auch die Markgräfin Karoline Luise als Cembalistin Mitglied der Kapelle. Das Orchester wurde während der Regentschaft des Markgrafen Karl Friedrich und der Markgräfin und Mäzenatin Karoline Luise besonders gefördert.
Schmittbaur, der unter der Leitung von Schiatti nicht arbeiten wollte, ging 1775 nach Köln, um nach dem Tode Schiattis dann 1777 die Leitung der Badischen Hofkapelle zu übernehmen. Unter seiner Leitung waren unter anderem der Komponist Friedrich Schwindl (1737–1786) und der Mozart-Schüler Christian Franz Danner (1757–1813) Kapellmeister der Hofkapelle.
Nach der Erhebung der Markgrafschaft Baden zum Großherzogtum wurde das Orchester 1808 unter der Bezeichnung Großherzoglich Badische Hofkapelle dem neu gegründeten Großherzoglichen Staatstheater Karlsruhe angegliedert und zum führenden Orchester des Landes. Da auch Bruchsal unter seine Herrschaft kam, wurde die Fürstbischöfliche Kapelle von Bruchsal 1805 in die Karlsruher Hofkapelle eingegliedert. Von dort kam auch der Geiger und Komponist von Opern, Kirchen- und Kammermusik und Liedern Johann Evangelist Brandl (1760–1837) nach Karlsruhe und wurde zunächst gemeinsam mit Danner, später alleiniger Leiter der Hofkapelle.
1812 wurde Franz Danzi (1763–1826) Hofkapellmeister. Bekannte Mitglieder dieser Zeit war der Konzertmeister und Komponist Friedrich Ernst Fesca (1789–1826). Danzis Nachfolger wurde der aus Mähren stammende Geiger Joseph Strauß (1793–1866), ein Schüler von Johann Georg Albrechtsberger. Von Strauß, der die Hofkapelle bis 1863 leitete, stammen auch Opern, Sinfonien, Kammermusik und Lieder. In seiner Zeit erlebte die Hofkapelle zahlreiche künstlerische Höhepunkte, so mit der Aufführung von Werken Webers, Meyerbeers und vor allem der drei Wagner-Opern Tannhäuser, Lohengrin und Der fliegende Holländer zusammen mit dem Intendanten Eduard Devrient. Kapellmeister von 1826 bis 1840 war der böhmische Komponist Violinvirtuose Franz Pecháček (1793–1840).

### Seit 1850
1853 dirigierte Franz Liszt Beethovens 9. Symphonie in Karlsruhe, 1863 stand Richard Wagner am Pult der Badischen Staatskapelle und dirigierte eigene Werke.
Ein Jahr später, nämlich 1864, wurde Hermann Levi gemeinsam mit dem seit 1853 tätigen Musikdirektor Wilhelm Kalliwoda Hofkapellmeister in Karlsruhe. Levi war ein enger Vertrauter Richard Wagners und leitete später die Uraufführung des Parsifal. Levi wechselte 1872 nach München. Nach einem Interim mit dem Dirigenten Max Zenger, der die Hofkapelle ein Jahr gemeinsam mit Kalliwoda leitete, übernahm 1875 Felix Otto Dessoff die Kapelle. 1876 wurde die 1. Sinfonie von Johannes Brahms unter der Leitung Dessoffs von der Hofkapelle uraufgeführt. In Dessoffs Ära war Josef Ruzek (1834–1891), der als Komponist von Männerchören bekannt wurde, zweiter Kapellmeister.
Nachfolger Dessoffs wurde Felix Mottl, der als Wagnerianer insbesondere das Werk seines Meisters pflegte und so dem Hoftheater den Ruf eines „Klein-Bayreuth“ einbrachte. In dieser Zeit wirkte ungefähr ein Drittel der Karlsruher Musiker regelmäßig im Festspielorchester der Bayreuther Festspiele mit. Daneben führte er auch Werke von Bruckner, Chabrier, Cornelius und Liszt auf. Unter Mottls Leitung gelangte im Dezember 1890 die Oper Les Troyens (Die Trojaner) von Berlioz in Karlsruhe zur Uraufführung. 1913 dirigierte Richard Strauss in Karlsruhe eigene Opern und Orchesterwerke.
1926 wurde der österreichische Dirigent Josef Krips mit 24 Jahren Nachfolger von Mottl, und somit der bis dahin jüngste Generalmusikdirektor Deutschlands. Ebenfalls um den Posten in Karlsruhe hatten sich Karl Böhm, Otto Klemperer, George Szell u. a. beworben, offensichtlich war diese Stelle in Karlsruhe in den 1920er Jahren sehr begehrt. Krips setzte die Wagner- und Bruckner-Tradition seines Vorgängers fort, spielte aber auch viele damals zeitgenössische Werke von Béla Bartók, Paul Hindemith und Hans Pfitzner. Ebenfalls oft gespielt wurden Werke und Opern von Richard Strauss, welcher wiederholt in den 1920er Jahren als Gastdirigent eigene Werke in Karlsruhe aufführte.
1933 ging Krips aus politischen Gründen und wegen Anfeindungen der Nationalsozialisten (ein Elternteil war jüdisch) zurück nach Wien, wo er zwischen 1938 und 1945 mit einem Auftrittsverbot der Nationalsozialisten belegt wurde. Nach 1945 war er maßgeblich an der Reorganisation der Wiener Staatsoper beteiligt.
1933 erhielt das Orchester seinen heutigen Namen und spielte seither ebenfalls unter der Leitung bedeutender Gastdirigenten wie Werner Egk, Wolfgang Fortner und Michael Tippett. 1935 bis 1940 war der in Karlsruhe geborene Joseph Keilberth GMD, der später die Sächsische Staatsoper in Dresden und die Bayerische Staatsoper in München leitete. Nach der Kriegszerstörung der Badischen Staatsoper bzw. des Badischen Staatstheaters 1944 hatte die Staatskapelle ab 1945/46 bis zur Neueröffnung des Neubaus 1975 ihre provisorische Spielstätte im Konzerthaus Karlsruhe.
1975 wurde der Neubau des Badischen Staatstheaters mit der Aufführung von Beethovens 9. Sinfonie eingeweiht. Gleichzeitig wurde auch ein neues Konzept der Festspielkultur eingeführt. Seit 1978 finden in Karlsruhe die Händel-Festspiele statt, seit 1983 die Europäischen Kulturtage. 1989 wurde Günter Neuhold neuer GMD. In den folgenden Jahren machte die Staatskapelle unter Neuhold mehrere CD-Aufnahmen, so z. B. die 1876 in Karlsruhe uraufgeführte 1. Sinfonie von Johannes Brahms in der Urfassung, die 1. Sinfonie von Gustav Mahler (ebenfalls in der selten gespielten 5-sätzigen Urfassung), Le Sacre du printemps von Igor Strawinsky und eine von der Musikkritik sehr positiv aufgenommenen Gesamteinspielung des Opernzyklus Der Ring des Nibelungen von Richard Wagner. Auch sein Nachfolger Kazushi Ōno (GMD von 1996 bis 2002) machte CD-Einspielungen selten aufgeführter Werke von Masataka Matsuo, Sofia Gubaidulina und Wolfgang Rihm.
2002 bis 2008 hatte der britische Dirigent Anthony Bramall das Amt des GMD inne, der ebenfalls Der Ring des Nibelungen von Richard Wagner in Auszügen auf einer Doppel-CD aufnahm. Von 2008 bis 2020 war der Brite Justin Brown GMD. Er trat auch in einer Doppelfunktion als Konzertpianist und Dirigent mit der Staatskapelle auf, so am 29. November 2010 mit der Jazz-Suite Nr.1, dem Konzert für Klavier, Trompete und Streichorchester und der 10. Sinfonie von Dmitri Schostakowitsch.
Im Jahr 2012 feierte die Badische Staatskapelle ihr 350-jähriges Jubiläum. Im Jubiläumsjahr erschien auf CD eine hochgelobte Aufnahme von Mahlers 9. Symphonie unter der Leitung Justin Browns. Im Oktober 2012 erschien eine Jubiläumsschrift, die, in zu kleiner Auflage erschienen, schnell vergriffen war.
2020 wurde Georg Fritzsch Generalmusikdirektor der Badischen Staatskapelle, die während der COVID-19-Pandemie ihre Arbeit aber nur sehr eingeschränkt ausüben kann.

## Leiter seit 1904
Seit 1935 heißt der Chefdirigent nicht mehr Hofkapellmeister, sondern Generalmusikdirektor des Badischen Staatstheaters.
- Michael Balling (1904–1907)
- Georg Göhler (1907–1909)
- Leopold Reichwein (1909–1913)
- Fritz Cortolezis (1913–1925)
- Josef Krips (1926–1933)
- Klaus Nettstraetter (1933–1935)
- Joseph Keilberth (1935–1940)
- Otto Matzerath (1940–1955)
- Alexander Krannhals (1955–1961)
- Arthur Grüber (1962–1976)
- Christof Prick (1977–1985)
- José Maria Collado (1985–1987)
- Günter Neuhold (1989–1995)
- Kazushi Ōno (1996–2002)
- Anthony Bramall (2002–2008)
- Justin Brown (2008–2020)
- Georg Fritzsch (2020–)